# Mara Goyanes
Mara Goyanes Muñoz (Madrid, 14 de agosto de 1942-Madrid, 6 de noviembre de 2006) fue una actriz española.

## Biografía
Nacida en el seno de una conocida familia de actores: su abuelo materno fue Alfonso Muñoz, su madre Mimí Muñoz y sus hermanas Vicky Lagos (viuda de Ismael Merlo), Concha y María José Goyanes. También hermana de Pepe Goyanes.
Por el lado paterno, desciende una familia de médicos. Su abuelo fue el Dr. José Goyanes Capdevila y su padre el Dr. José Goyanes Echegoyen (1904-1991).
Actriz esencialmente volcada en el teatro, su presencia en cine fue, por el contrario mucho más exigua. 
Sus inicios profesionales fueron como bailarina en la compañía de Celia Gámez. Participó, entre otras, en las obras La tirana, junto a Paquita Rico; Tres sombreros de copa, con su hermana María José; El teatrito de don Ramón (1959), de José Martín Recuerda; Después de la caída (1965), de Arthur Miller, Viuda ella, viudo él (1968), de Alfonso Paso, La vida en un hilo, de Edgar Neville; La inseguridad social (1978); El lío nuestro de cada día (1978); Los habitantes de la casa deshabitada (1980); Culpables (1984); Godspell; Fedra (1999); El gran teatro del mundo; Los intereses creados; La heredera (1997) y El diario de Ana Frank (2001), compartiendo escenario con José Rubio y bajo dirección de José Tamayo Rivas. Esta obra supuso su retirada definitiva de los escenarios.
Entre los títulos destacables de su carrera cinematográfica figuran Muere una mujer (1965), de Mario Camus; Pim, pam, pum... ¡fuego! (1975), de Pedro Olea; o Aquella casa en las afueras (1980), de Eugenio Martín. 
En televisión ha colaborado tanto en diferentes obras de teatro grabado para el espacio Estudio 1, como en calidad de actriz invitada en una larga lista de series que van desde Fernández, punto y coma (1963), de Adolfo Marsillach a ¿Se puede? (2004), con Lina Morgan, pasando por Escuela de matrimonios (1967), Historias para no dormir (1968), Las doce caras de Eva (1971), Hora once (1973), Pili, secretaria ideal (1975), Un, dos, tres... responda otra vez (1976), Querido maestro (1996), Petra Delicado (1999), Periodistas (1999) y El comisario (2003). 
Murió el 6 de noviembre de 2006 a la edad de 64 años tras un deterioro progresivo debido a su diabetes.
Estuvo casada desde 1965 con el actor Ramón Repáraz, fallecido un mes después. Sus dos hijos Ramón (Moncho) y Cristina siguen los mismos pasos que toda la familia, cosechando éxitos en el escenario y en las salas de doblaje.

## Filmografía (selección)
- Aquella casa en las afueras, dirigida por Eugenio Martín (1980).
- El alcalde y la política, dirigía por Luis María Delgado (1979).
- Pim, pam, pum... ¡fuego!, dirigida por Pedro Olea (1975).
- Tarots, dirigida por José María Forqué (1972).
- Muere una mujer, dirigida por Mario Camus (1965).
- Tiempo de amor, dirigida por Julio Diamante, (1964).
- La vida alrededor, dirigida por Fernando Fernán Gómez (1959)

## Trayectoria en TV
| - ¿Se puede? - 24 de julio de 2004 - El Comisario - Diógenes y la estatua (21 de mayo de 2003) - Petra Delicado - Modelados en el barro (1 de enero de 1999) - Periodistas - Contratiempos (1 de enero de 1999) - En la calle (30 de abril de 1999) - Querido maestro - Cuarenta de fiebre (1 de enero de 1996) - La voz humana - Dos arruguitas debajo del cuello (25 de febrero de 1987) - Encuentros con las letras - Juan José (27 de noviembre de 1980) - Un, dos, tres... responda otra vez - Las mil y una noches (19 de marzo de 1976) - Pili, secretaria ideal - 12 de abril de 1975 - El teatro - Usted tiene ojos de mujer fatal (13 de enero de 1975) - Hora once - La escuela de los maridos (26 de febrero de 1973) - Las doce caras de Eva - Aries (20 de octubre de 1971) | - Teatro breve - Volver a nacer (16 de octubre de 1971) - Sospecha - Noche calurosa (29 de junio de 1971) - Novela - Sinfonía pastoral (1 de junio de 1970) - Vivir para ver - Los insensatos (10 de septiembre de 1969) - La risa española - Usted es Ortiz (16 de mayo de 1969) - Historias para no dormir - El trasplante (15 de marzo de 1968) - Escuela de matrimonios - Los derechos de la mujer (23 de junio de 1967) - Estudio 1 - Tres sombreros de copa (16 de noviembre de 1966) - El solar de mediacapa (20 de abril de 1980) - La Venus de Milo (15 de junio de 1980) - No hay novedad, Doña Adela (17 de agosto de 1980) - Señora Ama (14 de diciembre de 1980) - La barca sin pescador (30 de enero de 1981) - Mañana puede ser verdad - El zorro y el bosque (29 de mayo de 1964) - Fernández, punto y coma - 11 de diciembre de 1963 |